# Reprezentacja Uzbekistanu w futsalu mężczyzn
Reprezentacja Uzbekistanu w futsalu – zespół futsalowy, biorący udział w imieniu Uzbekistanu w meczach i sportowych imprezach międzynarodowych, powoływany przez selekcjonera, w którym mogą występować wyłącznie zawodnicy posiadający obywatelstwo uzbeckie. Za jego funkcjonowanie odpowiedzialny jest Oʻzbekiston Futbol Federatsiyasi. 

## Udział w mistrzostwach świata
- 2000 – Nie zakwalifikowała się
- 2004 – Nie zakwalifikowała się
- 2008 – Nie zakwalifikowała się
- 2012 – Nie zakwalifikowała się
- 2016 – Faza grupowa
- 2021 – 1/8 finału
- 2024 - Gospodarz-  Faza grupowa

## Udział w mistrzostwach Azji
- 1999 – Faza grupowa
- 2000 – Faza grupowa
- 2001 – 2. miejsce
- 2002 – Ćwierćfinał
- 2003 – Ćwierćfinał
- 2004 – 4. miejsce
- 2005 – 3. miejsce
- 2006 – 2. miejsce
- 2007 – 3. miejsce
- 2008 – Ćwierćfinał
- 2010 – 2. miejsce
- 2012 – Ćwierćfinał
- 2014 – 3. miejsce
- 2016 – 2. miejsce
- 2018 – 3. miejsce
- 2022 – 3. miejsce
- 2024 – 3. miejsce